# Илосск
И́лосск (бел. Іласк) — деревня в Кобринском районе Брестской области Белоруссии. Входит в состав Остромичского сельсовета.
По данным на 1 января 2016 года население составило 54 человека в 31 домохозяйстве.
В деревне расположен фельдшерско-акушерский пункт.

## География
Деревня расположена в 25 км к северо-востоку от города и станции Кобрин, в 69 км к востоку от Бреста, на автодороге М1 Брест-Минск.
На 2012 год площадь населённого пункта составила 0,45 км² (45 га).

## История
Населённый пункт известен с 1563 года как село и болото Выловско. В разное время население составляло:
- 1999 год: 74 хозяйства, 137 человек;
- 2005 год: 58 хозяйств, 100 человек;
- 2009 год: 81 человек;
- 2016 год[2]: 31 хозяйство, 54 человека.
- 2019 год[1]: 39 человек.

## Достопримечательность
- Курганный могильник
- Приусадебный парк "Илосск" (XIX в.)